# Jean Michiels
Jean Michiels, né à Anvers le 2 février 1797 et mort le 28 septembre 1868, est un homme politique belge.

## Biographie
Jean Michiels est le fils de Willem Michiels et de Marie Van Laecken. Beau-frère de Jean François Loos, il est le beau-père de François Dhanis.
Il fut armateur et négociant, directeur de la compagnie maritime « Michiels-Loos » et fondateur d'une compagnie maritime à La Havane (Cuba). Il a également été cofondateur de la Société Belge de Bateaux à Vapeur transatlantiques et de la Industrieel en Handelsvennootschap van Antwerpen, directeur de la Société Belge de Bateaux à Vapeur entre la Belgique et l'Amérique du Sud et membre du bureau d'escompte de Anvers et censeur de la Banque nationale de Belgique. Il a également été président du tribunal de commerce d'Anvers, vice-président du « Fonds de secours et de prévoyance pour les marins naviguant sous le pavillon belge » et du comité de direction de la « Commission pour la navigation transatlantique ».

## Fonctions et mandats
- Membre du Sénat belge : 1851-1867
- Président du tribunal de commerce d'Anvers

## Sources
- Jean-Luc DE PAEPE & Christiane RAINDORF-GERARD, Le Parlement belge, 1831-1894. Données biographiques, Brussel, 1996